# Сульфат циркония(IV)
Сульфат циркония(IV) — неорганическое соединение, соль металла циркония и серной кислоты с формулой Zr(SO4)2, бесцветные кристаллы, растворимые в воде, образует кристаллогидраты.

## Получение
- Кристаллогидрат получают действием концентрированной серной кислоты на оксид или оксид-дихлорид циркония:

{\displaystyle {\mathsf {ZrO_{2}+2H_{2}SO_{4}\ {\xrightarrow {}}\ Zr(SO_{4})_{2}+2H_{2}O}}}
{\displaystyle {\mathsf {ZrOCl_{2}+2H_{2}SO_{4}\ {\xrightarrow {}}\ Zr(SO_{4})_{2}+H_{2}O+2HCl}}}
- Безводную соль получают взаимодействием оксида циркония(IV) с оксидом серы(VI):

{\displaystyle {\mathsf {ZrO_{2}+2SO_{3}\ {\xrightarrow {400^{o}C}}\ Zr(SO_{4})_{2}}}}

## Физические свойства
Сульфат циркония(IV) образует бесцветные кристаллы ромбической сингонии.
Образует кристаллогидраты состава Zr(SO4)2•n H2O, где n = 1, 4.

## Химические свойства
- Кристаллогидраты при нагревании теряют воду:

{\displaystyle {\mathsf {Zr(SO_{4})_{2}\cdot 4H_{2}O\ {\xrightarrow[{-H_{2}O}]{100^{o}C}}\ Zr(SO_{4})_{2}\cdot H_{2}O\ {\xrightarrow[{-H_{2}O}]{380^{o}C}}\ Zr(SO_{4})_{2}}}}
- С избытком серной кислоты образуется трисульфатциркониевая кислота:

{\displaystyle {\mathsf {Zr(SO_{4})_{2}+H_{2}SO_{4}\ {\xrightarrow {}}\ H_{2}[Zr(SO_{4})_{3}]}}}
для которой известна соль Na2Zr(SO4)3.
- Реакцией сульфатов циркония(IV) и натрия получают сульфат циркония(IV)-тетранатрия:

{\displaystyle {\mathsf {Zr(SO_{4})_{2}+2Na_{2}SO_{4}\ {\xrightarrow {}}\ Na_{4}Zr(SO_{4})_{4}}}}

## Применение
- Используется как дубитель для кожи.